# Giro di Toscana 1959
Il Giro di Toscana 1959, trentatreesima edizione della corsa, si svolse il 19 giugno su un percorso di 259 km, con partenza e arrivo a Firenze. Fu vinto dall'italiano Adriano Zamboni della Torpado-Clément davanti ai suoi connazionali Angelo Conterno e Guido Boni.

## Ordine d'arrivo (Top 10)
| Pos. | Corridore         | Squadra           | Tempo    |
| ---- | ----------------- | ----------------- | -------- |
| 1    | Adriano Zamboni   | Torpado-Clément   | 6h44'00" |
| 2    | Angelo Conterno   | Carpano           |          |
| 3    | Guido Boni        | Tricofilina-Coppi |          |
| 4    | Rino Benedetti    | Ghigi             |          |
| 5    | Pierino Baffi     | Ignis             |          |
| 6    | Roberto Falaschi  | Ignis             |          |
| 7    | Nino Defilippis   | Carpano           |          |
| 8    | Italo Mazzacurati | Ghigi             |          |
| 9    | Gastone Nencini   | Carpano           |          |
| 10   | Guido Carlesi     | Molteni           |          |